# Vireó ullvermell
El vireó ullvermell o viri d'ull vermell (Vireo olivaceus) és una espècie d'ocell de la família dels vireònids (Vireonidae) que habita zones boscoses des de la Colúmbia Britànica, Mackenzie, Alberta, Nova Escòcia i Terranova, cap al sud, pel nord-oest, centre i est dels Estats Units fins a Texas i Florida. També crien a Colòmbia, Veneçuela, Trinitat i Tobago, Guaiana, nord-oest i est Perú, Bolívia, Brasil, Uruguai i nord de l'Argentina. Ocasionalment han arribat fins als Països Catalans i s'ha registrat la seua presència en 1995 a Tarragona i Elx i en 2001 a Tiana.

## Taxonomia
De vegades es considera que Vireo chivi forma part de Vireo olivaceus. El Congrés Ornitològic Internacional versió 13.1 (2023) però, les considera espècies diferents, arran treballs com ara Battey et Klicka 2017